# Asla
Asla är en ort i Algeriet. Den ligger i provinsen Naama, i den nordvästra delen av landet, 500 km sydväst om huvudstaden Alger. Asla ligger 1 105 meter över havet och antalet invånare är 4 784.
Terrängen runt Asla är huvudsakligen platt, men österut är den kuperad.Runt Asla är det mycket glesbefolkat, med 4 invånare per kvadratkilometer. Omgivningarna runt Asla är i huvudsak ett öppet busklandskap.